# Fabrizio Del Noce
Fabrizio Del Noce (Torino, 3 gennaio 1948) è un dirigente pubblico, giornalista ed ex politico italiano.

## Biografia
Figlio del filosofo Augusto Del Noce e di Angiola Maria Odello, divenne giornalista nei primi anni ottanta, in particolare come inviato speciale all'estero, soprattutto in Asia e in Medio Oriente, dove ha seguito le crisi e le guerre degli anni ottanta e novanta. Inviato del TG1 in Medio Oriente per la Rai. Ad agosto 1990 fu a Baghdad per la copertura dell'invasione del Kuwait. Quando il 17 gennaio 1991 scoppiò la prima guerra del Golfo, Del Noce e l'inviato de il manifesto Stefano Chiarini furono i due soli giornalisti italiani rimasti in Iraq.
Nel 1993 Albino Longhi, nuovo direttore del Tg1, lo rimosse dal ruolo di capo dei servizi speciali. Del Noce non gradì e quando si presentò l'occasione per candidarsi al Parlamento, corse per un seggio alla Camera dei deputati, venendo eletto nel 1994 tra le file di Forza Italia; in Parlamento fu, fra l'altro, componente della commissione parlamentare per l'indirizzo generale e la vigilanza dei servizi radiotelevisivi. Dopo la sconfitta del 1996 nel collegio di Savigliano (in cui fu superato sia dal candidato dell'Ulivo sia da quello della Lega Nord), Del Noce tornò in Rai, dove ebbe l'incarico di corrispondente da New York.
Quando nel 2000 salì nuovamente alla guida del Tg1 Albino Longhi, Del Noce si dimise da corrispondente e tornò in Italia per condurre il programma Linea verde (2000-2001), non gestito dal Tg1.
Dal 2002 al 2009 è stato direttore di Rai 1, succedendo ad Agostino Saccà. Tra i direttori nominati dopo il 1976, la sua è stata la direzione più longeva. Nel 2002, mesi dopo l'emanazione del cosiddetto "editto bulgaro", Del Noce sostituì il programma di Enzo Biagi Il Fatto con un intermezzo comico; nei mesi precedenti alla sostituzione vi era stata un'alternanza fra spostamenti del programma ad altra fascia, congedi e rassicurazioni circa la permanenza del giornalista. Nel 2006 Del Noce, intervistato da l'Unità, dichiarò che l'allontanamento di Biagi non dipendeva dall'editto bulgaro, trattandosi solo di "coincidenze".
Nel 2008 è stato nominato direttore di Rai Fiction, al posto di Agostino Saccà; dopo una polemica del 2011 in cui attribuì la colpa del calo di ascolti per le fiction a Rai 1 (che rinviò le accuse al mittente), nel 2012 fu sostituito. Da talent scout ebbe la mission di svecchiare il servizio pubblico tv, formò nuovi volti come Caterina Balivo, Veronica Maya, Elisa Isoardi e Eleonora Daniele.
Presidente onorario del «Marettimo Italian film fest», vive a Lisbona per otto mesi all'anno.

## Vertenze

### Contenzioso con Curzi
Nel 2005 in una intervista rilasciata al quotidiano La Stampa (25 agosto 2005) Sandro Curzi e Nino Rizzo Nervo (allora consiglieri di amministrazione della RAI) accusarono Del Noce di aver "depotenziato" il programma Affari tuoi. Del Noce querelò Curzi e Rizzo Nervo e propose anche una causa di risarcimento danni per diffamazione. La causa civile fu persa in primo grado da Del Noce. Il giudice stabilì che le critiche riguardavano «fatti e comportamenti veri e documentati»; inoltre «le critiche riportate nell'articolo provengono principalmente dai consiglieri di amministrazione Rai, che, proprio per la funzione istituzionale a cui sono preposti sono legittimati ad esprimere opinioni personali anche in toni accesi, per l'ambito in cui ci si muove e per l'importanza degli interessi coinvolti. ... Non si ravvisano quindi attacchi gratuiti e personali al dott. Del Noce, ma un legittimo esercizio del diritto di critica».
In una lunga intervista concessa a La Repubblica Del Noce si è difeso da queste ed altre accuse, dichiarando, tra le altre cose: "Sì. Ero di Forza Italia e rimango di Forza Italia. Io non mi riposiziono", ma che non per questo ha mai censurato qualcuno di centrosinistra.

### Contenzioso con Staffelli
Una lite con Valerio Staffelli di Striscia la notizia, accaduta il 30 novembre 2003, fu filmata e mandata in scena pressoché integralmente.
Staffelli tentò di consegnare a Del Noce il Tapiro d'oro in un ristorante romano. Ne seguì un alterco in cui Del Noce colpì in faccia Staffelli con un microfono procurandogli delle lesioni. Una successiva querela di Staffelli portò a una condanna in primo grado. Nel 2011 la Corte d'appello di Roma ribaltò però la sentenza, condannando Staffelli a 20 giorni di reclusione per violenza privata (convertiti in una pena pecuniaria pari a 760 euro) e riducendo da 800 a 400 euro la multa per Del Noce. Successivamente la Corte di cassazione annullò la sentenza della Corte d'Appello e la prescrisse, confermando quella di primo grado. Del Noce venne condannato il 30 maggio 2017 a un risarcimento di danni e spese legali per 84.000 euro.

### Contenzioso con Travaglio
Marco Travaglio scrisse un articolo su Del Noce pubblicato su L'Unità dell'11 maggio 2007; nel pezzo, intitolato La prevalenza del cretino, il giornalista sottolineava come l'altro, da lui definito "lombrico" e "noisette", avesse litigato con tutti i principali talenti della televisione. Del Noce lo querelò. L'11 dicembre 2008 il GIP di Roma prosciolse Travaglio. Del Noce fece ricorso. Nel maggio 2009 la Cassazione confermò il proscioglimento, condannando il querelante al pagamento delle spese processuali e a 1500 euro di ammenda..

## Controversie
Del Noce è stato il più longevo direttore di Rai 1 (è rimasto in carica dal 2002 al 2009); in questo ruolo è stato interessato da polemiche pubbliche relative ad alcune delle sue scelte.
Nel 2002 definì la conduzione di Fabrizio Frizzi a Miss Italia "noiosa". Frizzi abbandonò polemicamente la Rai, ove sarebbe tornato soltanto l'anno dopo, prima su Rai 2, poi su Rai 3; tornò alla prima rete solo dopo alcuni anni.
Ebbe anche una polemica con Teo Mammucari perché quest’ultimo, assieme all’autore Sergio Japino, si presentò nell’ufficio di Del Noce per mostrargli il progetto di uno show per la prima serata di Raiuno di cui Mammucari avrebbe dovuto essere il conduttore. Del Noce disse “bene, portatemi Mammucari”, quest’ultimo gli rispose “direttore, ma sono io!”. A quel punto Del Noce uscì dalla stanza, rientrando pochi secondi dopo dicendo “scusate ho da fare” e non si fece più sentire da Mammucari.
Entrò in polemica con Adriano Celentano per il suo programma Rockpolitik, andato in onda su Rai 1 nell'autunno 2005 (mentre era al governo la coalizione di centro-destra ed in prossimità delle elezioni); Del Noce, in completo disaccordo con Celentano riguardo ai contenuti e agli ospiti del programma, si autosospese per quattro settimane dal suo incarico e così spiegò tale autosospensione: «Se un direttore non può aver nessuna voce in capitolo su una trasmissione in onda sulla sua rete è, di fatto, già autosospeso»; Celentano, nella seconda puntata, facendo riferimento ai grandi ascolti ricevuti, rispose in diretta a Del Noce dicendo: «Che razza di direttore prenderebbe mai le distanze dal maggior successo del suo canale degli ultimi vent'anni?». Due anni dopo (con al governo la coalizione di centro-sinistra) non ci furono polemiche per il successivo show di Celentano La situazione di mia sorella non è buona, andato in onda ancora su Rai 1.
Nella stagione 2005/2006, alla conduzione di Unomattina sostituì la giornalista e conduttrice decana della Rai Enza Sampò con Eleonora Daniele; la Sampò accusò Del Noce di favoritismi personali mentre alcuni critici stigmatizzarono la sostituzione di una conduttrice esperta con una debuttante.
Alla fine della stagione 2005/2006 decise di togliere a Mara Venier la conduzione di Domenica in, motivando l'allontanamento per via della gestione di alcune puntate del programma; la Venier disse invece che il suo licenziamento sarebbe stato da imputarsi al fatto che si era pubblicamente schierata a favore di Walter Veltroni nella corsa per l'elezione a sindaco di Roma.
Nel 2007 Del Noce acquistò dalla Endemol il format del programma Soliti ignoti - Identità nascoste, destinato alla prima serata; il programma era stato in realtà già ideato e trasmesso sulle reti Rai negli anni precedenti, per questo nel dicembre 2007 ricevette un altro Tapiro d'Oro da Staffelli.
Sempre nel 2007, durante il Festival di Sanremo condotto da Pippo Baudo e Michelle Hunziker, nonostante i buoni ascolti registrati nella prima puntata, Del Noce affermò che l'anno successivo il festival sarebbe stato condotto da Paolo Bonolis, in quanto in grado di garantire un'audience più alta; Baudo polemizzò con Del Noce durante la conferenza stampa della seconda puntata e i rapporti tra i due restarono tesi per tutto il resto della kermesse canora. In precedenza Baudo aveva già avuto screzi con Del Noce nella primavera del 2004, tanto da essere temporaneamente allontanato dall'azienda, anche se in seguito i due si chiarirono in diretta televisiva un anno dopo.
Nel dicembre 2008, alla conduzione de La prova del cuoco sostituì Antonella Clerici, allora in maternità, con Elisa Isoardi; la Clerici avrebbe dovuto riprendere la guida del programma nel settembre 2009, ma Del Noce confermò la Isoardi anche per la stagione 2009/2010.
Nel 2008, a sole tre settimane dalla messa in onda, annullò uno show programmato già da molto tempo da far condurre a Gigi D'Alessio e Anna Tatangelo, dal titolo Questa sera stiamo a casa, adducendo come motivazione che D'Alessio comparirebbe troppo nei programmi Mediaset.
Ci fu una querelle anche con Lorella Cuccarini, alla quale, nonostante fosse legata da un contratto in esclusiva con Rai 1, non veniva affidata nessuna trasmissione; intervistata da Vanity Fair, la conduttrice affermò di essere stata pagata per due anni dalla Rai senza aver preso parte a nessun programma. La Cuccarini tornò a condurre un programma su Rai 1 solo nel 2010, dopo l'arrivo del nuovo direttore, Mauro Mazza.

## Altre attività
A partire dal 1991 Del Noce ha pubblicato alcuni libri, tra cui Baghdad.
È stato presidente del Consorzio di Valorizzazione Culturale "La Venaria Reale" sino al 2015.

## Opere
- Bagdad, Roma-Milano, Nuova Eri-Mondadori, 1991. ISBN 88-04-34971-9.
- L'avventura della libertà. Fabrizio Del Noce intervista Renato Altissimo, Roma, Bariletti, 1992. ISBN 88-7167-070-1.
- Non uccidere. Un inviato nel mondo sconvolgente delle manipolazioni sulla vita, Roma-Milano, Nuova Eri-Mondadori, 1995. ISBN 88-04-37466-7.